# مقاطعة ماريون (آيوا)
مقاطعة ماريون (بالإنجليزية: Marion County)‏ هي إحدى مقاطعات ولاية آيوا في الولايات المتحدة الأمريكية.